# Министерство горного дела и энергетики Сербии
Министерство горного дела и энергетики Сербии — орган государственного управления Сербии, отвечающий за проведение политики в горнодобывающей промышленности и отрасли энергетики. Министерство располагается в Белграде по адресу улица Неманьина 22-26.
2 мая 2024 года был утверждён новый состав Правительства Сербии, Министерство горного дела и энергетики возглавила снова Дубравка Джедович.
В организационном плане Министерство структурно состоит из секторов, отделений, отделов и групп. В составе Министерства выделено пять секторов: электроэнергетики, нефти и газа, энергетической эффективности и возобновляемых источников энергии, геологии и горного дела, европейской интеграции и международного сотрудничества. Также в рамках Министерства действуют секретариат и кабинет министра.